# Frank Bunker Gilbreth

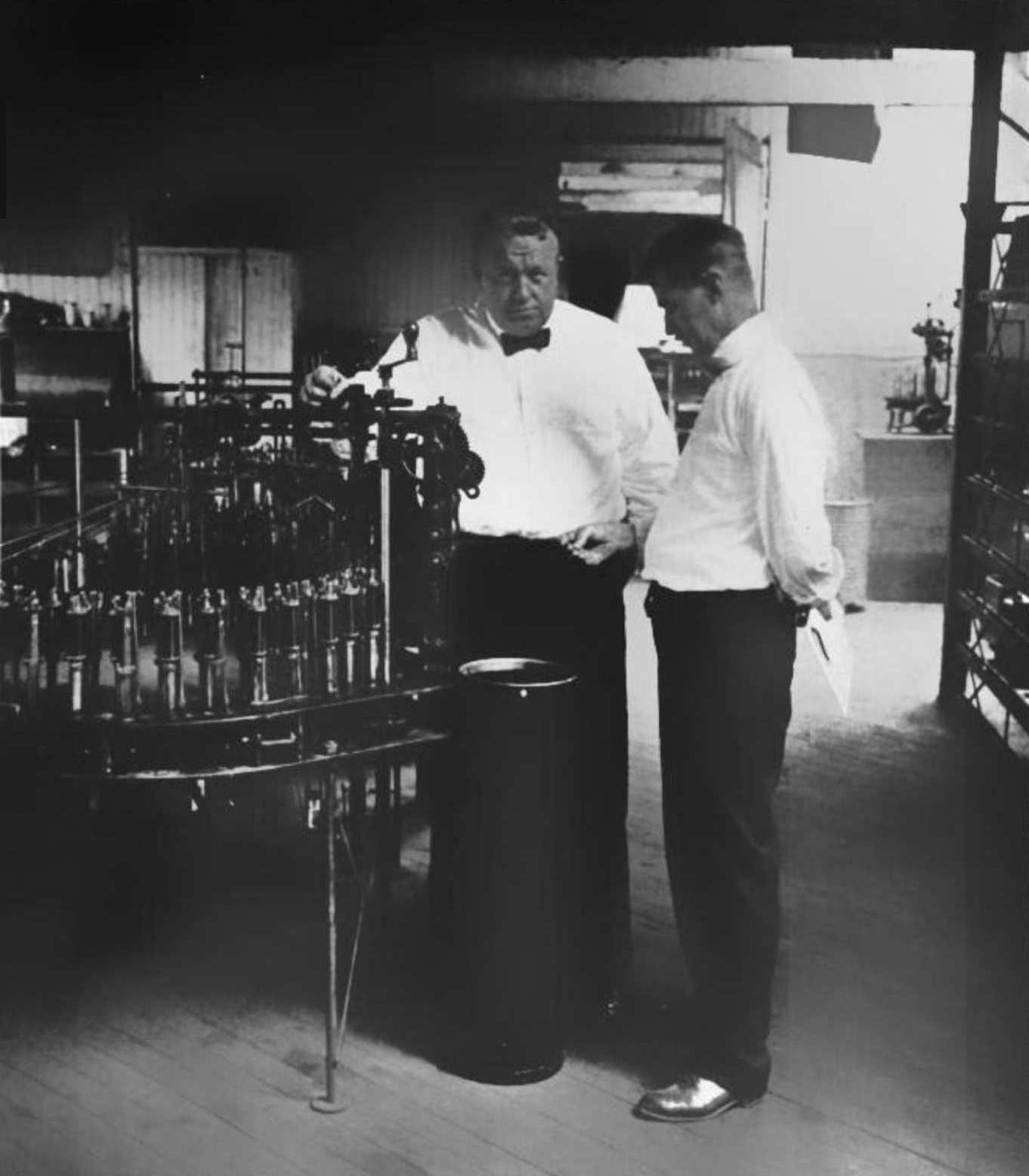
Frank Bunker Gilbreth (po lewej), ok. 1916

Frank Bunker Gilbreth (ur. 7 lipca 1868, zm. 14 czerwca 1924) – pionier inżynierii humanistycznej, przedstawiciel naukowego zarządzania. Koncentrował się na mechanice pracy, zwiększaniu wydajności pracy poprzez odpowiednie zorganizowanie miejsca, w którym się pracuje.

## Życiorys
Pierwsze kroki w obszarze zarządzania podjął już w 1885 roku, gdy w drugim dniu praktyk przy kładzeniu cegieł zadał pytanie, dlaczego był uczony kilku różnych metod pracy.
Zainteresował się wyszukiwaniem najlepszej metody do opracowania studiów na temat ruchów elementarnych. Pierwszych prac nad studium ruchów podstawowych podjął się, gdy został zatrudniony w firmie rzemieślniczej Bricklane. Tradycyjna metoda kładzenia cegieł, stosowana od 6 tysięcy lat, opierała się na tych samych ruchach podstawowych, takich jak schylanie się, chodzenie i sięganie. Obciążenie przy ich noszeniu wciąż przyczyniało się do upuszczenia i niszczenia cegieł. Murarz za każdym razem musiał sprawdzić cegłę, aby jak najlepiej ją dopasować przed położeniem. Ważący średnio 102 kg mężczyzna musiał przy każdej cegle schylać się dwukrotnie, zużywając więcej energii, niż przy przenoszeniu 2-kilogramowej cegły. Pierwszy raz pochylał się po cegłę, a następnie po zaprawę. Nadmierne schylanie się było nieodzownym elementem tej pracy i towarzyszyło jej praktycznie nieustannie. W celu wyeliminowania zbędnych ruchów Gilbert opracował specjalne rusztowanie, pozwalające na pobieranie cegieł z zaprawą bez schylania się. Gdy pracownik wchodził na ścianę, ciągnął za dźwignię, która podnosiła całe rusztowanie.
Opatentowane przez Gilberta w 1891 roku rozwiązanie znacznie wsparło układanie cegieł i zaprawy tuż przy budowanej ścianie na niespotykaną dotąd skalę. Dzięki wykorzystaniu analizy Gilberta zredukowano z 18 do 5 ruchów człowieka na cegłę. Liczba położonych cegieł na godzinę wzrosła ze 125 do 350, zwiększając produktywność o przeszło 200%. Najcięższą pracą w tym obszarze było ciągłe pochylanie się, 250 razy w ciągu godziny. Zastosowanie tej nowej metody umożliwiało położenie większej liczby cegieł w pozycji stojącej.
Badania Gilberta są podstawą obecnie stosowanej zasady ekonomiki ruchów elementarnych.